# Limbraga

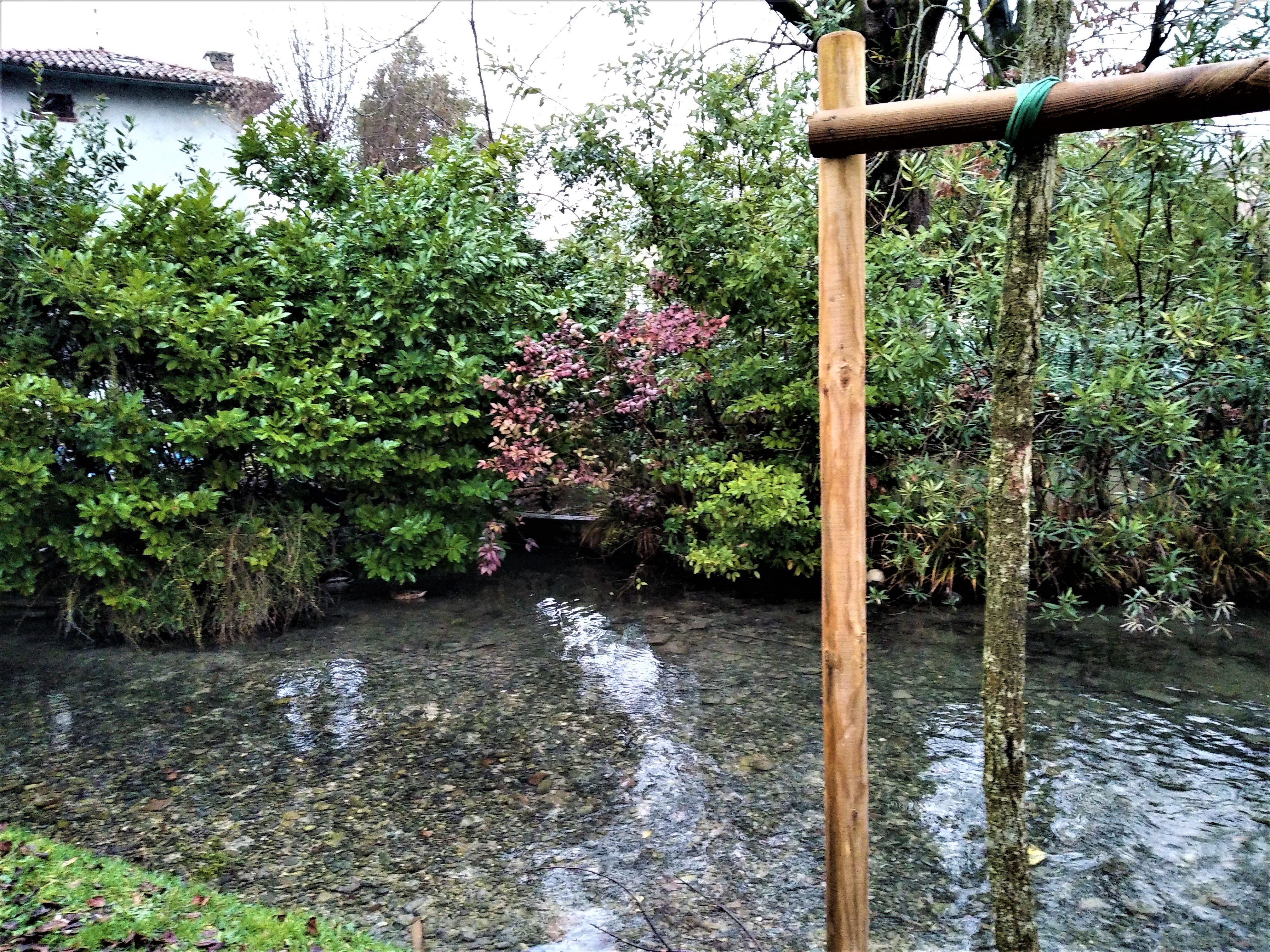
Il Limbraga lungo Via delle Acquette

Il Limbraga è un fiume di risorgiva interno alla provincia di Treviso, in Veneto.

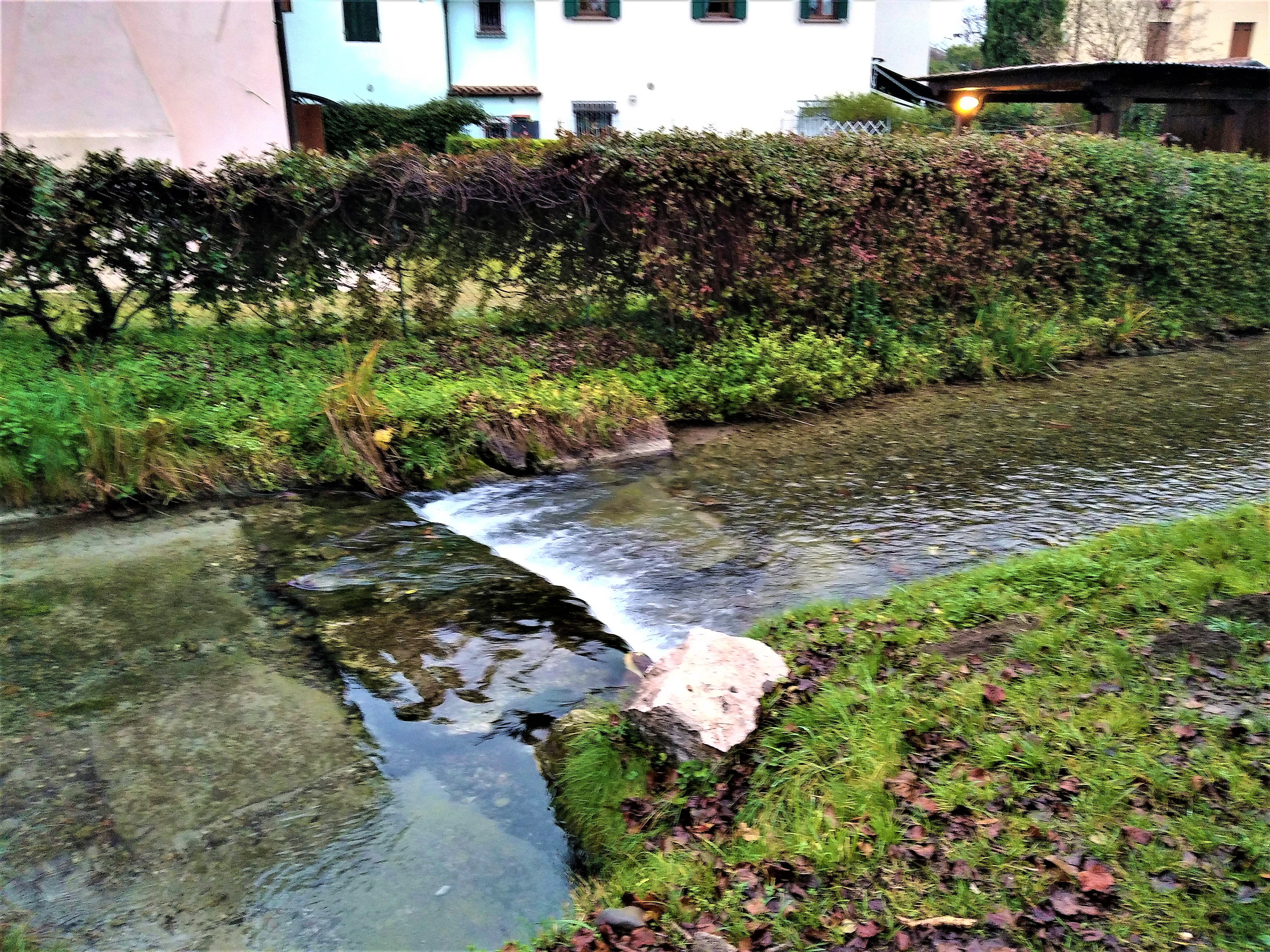
Il Limbraga all'incrocio tra Via delle Acquette e Via Cal di Breda, nel quartiere di Santa Maria del Rovere

## Percorso
Il Limbraga nasce nel comune di Villorba, nella frazione di Lancenigo, presso una vecchia stazione ferroviaria. Durante il suo corso il fiume procede approssimativamente in direzione sud, per 7,10 km, sino a sfociare nel Sile, dopo essere entrato nel territorio del comune di Treviso, nel quartiere di Fiera, presso l'ex Globo Purina, la cui presenza è attestata sin dal Settecento.
Durante il suo percorso il fiume attraversa la località di Sant'Artemio, il parco di Villa Margherita; e si possono incontrare numerose sue ramificazioni nella località detta Barucchella, nel quartiere di Santa Maria del Rovere, soprattutto in Via delle Acquette, e Via della Madonnetta.
Il Limbraga attraversa anche la strada di Viale Brigata Marche.

## Storia
A partire dagli anni '70 del XX secolo, il livello della falda è andato progressivamente abbassandosi; questo è stato causa anche della secca (che ha causato tra le altre cose anche una moria di pesci) avvenuta nel 2017; alla quale si è cercato di porre rimedio con un progetto di scavo e ricalibratura del fiume, tentando di abbassare il livello del letto, avvenuto nel 2019; un anno dopo l'acqua scorre di nuovo nel letto del fiume.

## Mulini ed altre costruzioni
Nel corso del Limbraga sono stati costruiti complessivamente 6 mulini od opifici che utilizzavano come fonte energetica le acque del fiume; ne segue una tabella riassuntiva.
| N° (da nord a sud) | Posizione                                                                                  | Anno di costruzione   | Dettagli sull'utilizzo e il funzionamento |
| ------------------ | ------------------------------------------------------------------------------------------ | --------------------- | --- |
| 1                  | Villa Margherita, vicino all'ingresso di Via Cal di Breda, Santa Maria del Rovere, Treviso | 1713                  | Inizialmente funzionava grazie a due ruote, sostituite in seguito alla fine del XIX secolo, con una turbina idraulica. Era utilizzato per l'illuminazione della villa, e per il funzionamento di una fontana, sempre all'interno della villa. |
| 2                  | Alla fine di Via Giorgio Massari, Selvana, Treviso                                         | Almeno dal 1862       | Dapprima utilizzato come cartiera, poi a partire dal 1908, viene usato per la lavorazione del legno. Funzionava tramite una ruota idraulica sostituita più volte; l'ultima aveva un diametro di 4,36 m e 12 moduli di portata.                |
| 3                  | Via Piave 49, Selvana, Treviso                                                             | Almeno dal 1677       | Funzionava grazie a tre ruote idrauliche, sostituite all'inizio del XX secolo da una turbina. Nel corso degli anni è stato utilizzato come mulino, cartiera, edificio adibito alla macinazione di spezie, e fabbrica di chiodi.               |
| 4                  | Vicolo Giacomo Zanella, Selvana, Treviso                                                   | Almeno dal 1849       | Funzionava grazie a due ruote, poi sostituite in seguito al bombardamento di Treviso del 7 aprile 1944, con una turbina francis. |
| 5                  | Via Lodovico Seitz, Fiera, Treviso                                                         | Almeno dal XIX secolo | Funzionava grazie a tre ruote idrauliche sostituite nel 1880 da una turbina. Utilizzato come mulino per il grano, poi come pila da riso. |
| 6                  | Strada Callalta 10, Fiera, Treviso, vicino alla foce sul Sile                              | Almeno dal 1837       | Funzionava grazie a tre ruote idrauliche sostituite nel 1871 da una turbina. Utilizzato come concia di pelli, mulino, pila di riso. |

## Flora e fauna
La fauna che caratterizza il Limbraga è simile a quella di tutti i fiumi della provincia; è quindi caratterizzata da trote di piccole dimensioni, cavedano, barbo, e triotto.
Sulle sue acque si possono osservare esemplari di anatra comune, folaga, e gallinella d'acqua.
Passando all'aspetto vegetale, sulle rive del fiume si possono notare arbusti ed alberi tipici della marca.